# Epimedium wielkokwiatowe

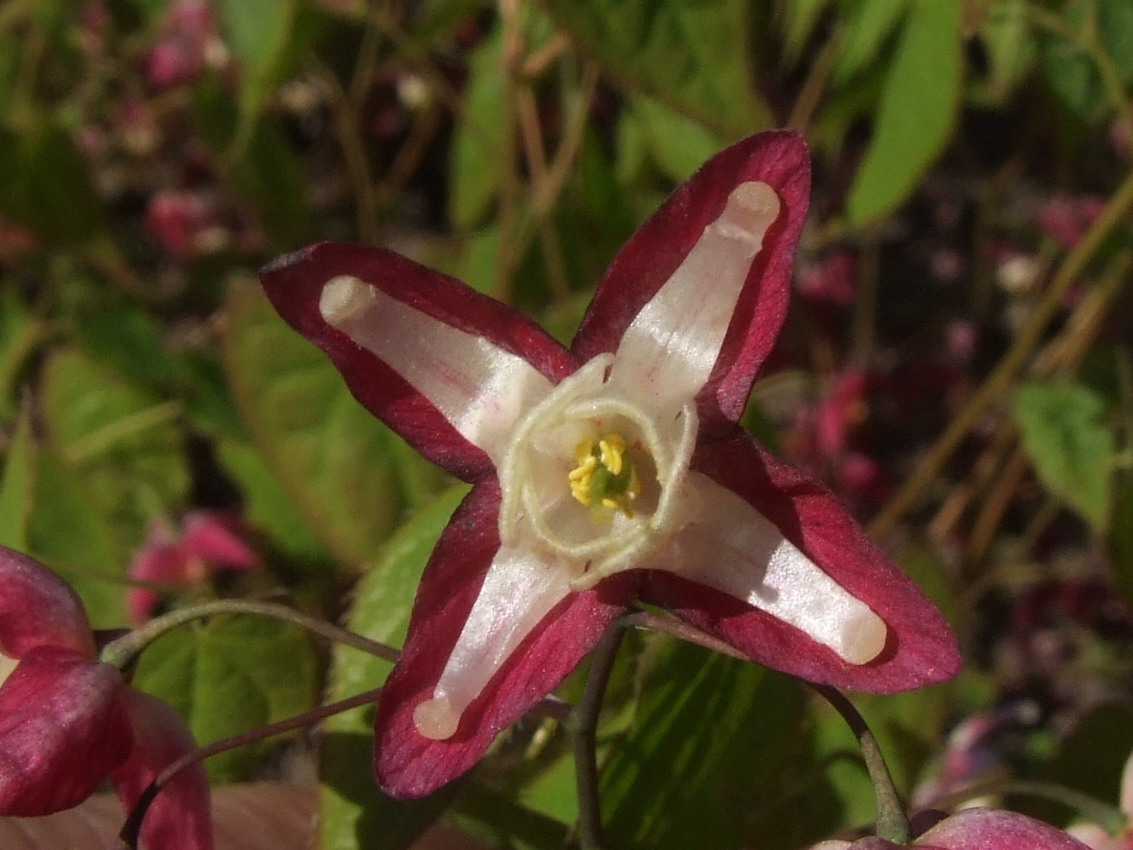
'Rose Queen'

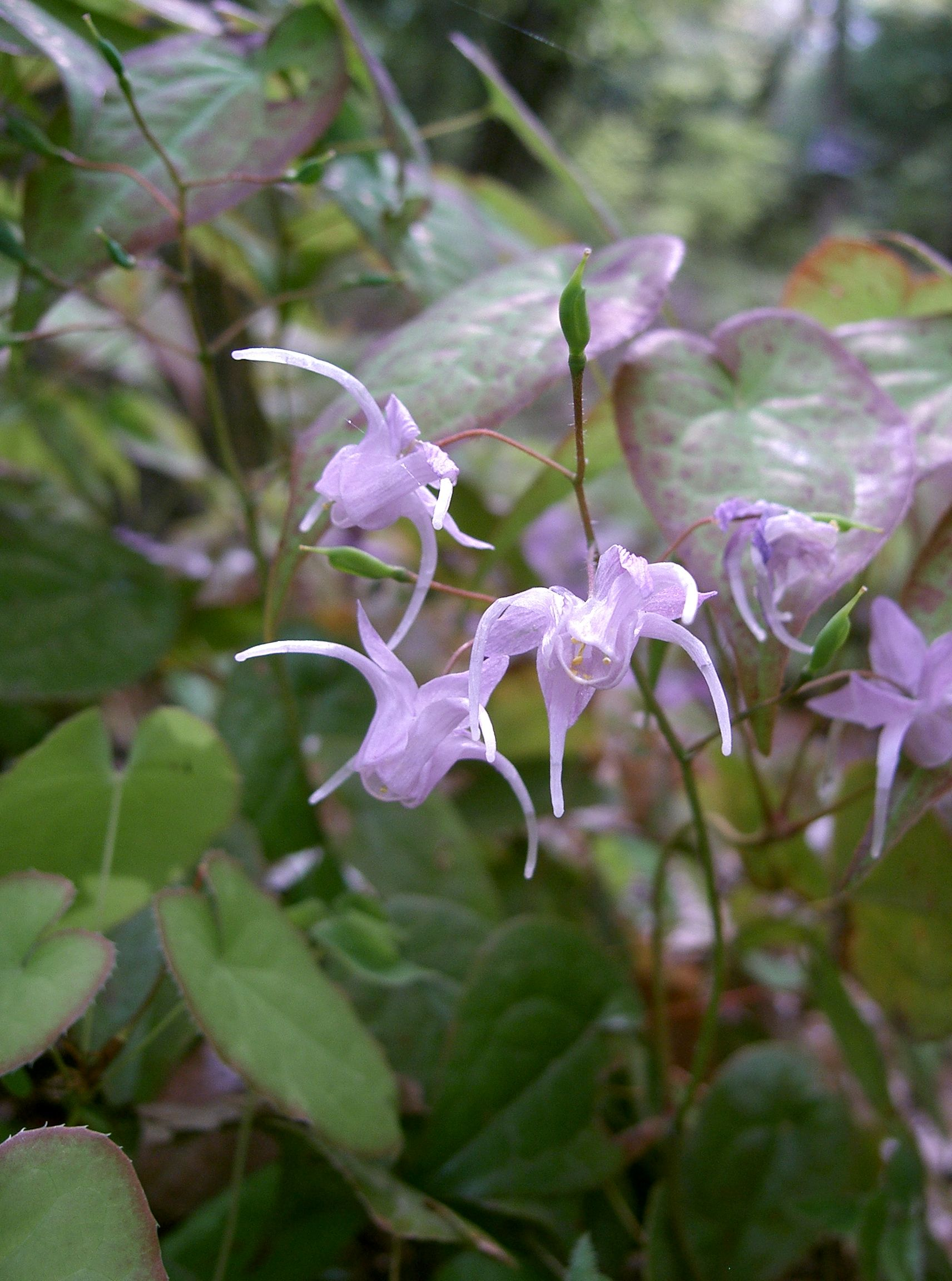
E. grandiflorum

Epimedium wielkokwiatowe (Epimedium grandiflorum) – gatunek rośliny z rzędu berberysowców. Pochodzi z obszaru Chin, Korei Północnej i Japonii, jest uprawiany w wielu innych krajach jako roślina ozdobna.

## Systematyka i zmienność
- Wyróżnia się kilka form[3]:
  - E. grandiflorum forma grandiflorum
  - E. grandiflorum forma violaceum
  - E. grandiflorum forma flavescens
- W różnych ujęciach taksonomicznych włączany jest do rodziny Leonticaceae lub berberysowate. Ma kilka synonimów[3]: 
  - E. macranthum var. violaceum = E. grandiflorum forma violaceum
  - E. violaceum = E. grandiflorum forma violaceum

## Morfologia
Bylina o wysokości do 25 cm. Tworzy gęste dywany. Liście pojedyncze, o sercowatej nasadzie. Młode są często brązowo wybarwione, również jesienią liście przebarwiają się. Roślina wytwarza rozłogi. Zwisające kwiaty z ostrogami są zebrane po kilka–kilkanaście na cienkich szypułkach ponad liśćmi. Są duże, mają u różnych odmian kolor biały, żółty lub różowy. Kwitną w drugiej połowie kwietnia, dość krótko.

## Zastosowanie
- Jest uprawiany przeważnie w grupach jako roślina okrywowa pod drzewami, krzewami. Uprawia się go głównie ze względu na ładne i wybarwiające się liście, ładne są również kwiaty. Jest łatwy w uprawie.
- Produkowane są z niego tabletki ziołowe zwiększające satysfakcję seksualną[4], mające działanie podobne do viagry, ale nie powodujące skutków ubocznych[5]

## Uprawa
- Wymagania. Gleba powinna być gliniasto–próchniczna, żyzna i stale wilgotna. Najlepsze jest stanowisko zacienione lub półcień. Mrozoodporność wystarczająca.
- Sposób uprawy. Na wiosnę stare rośliny przycina się tuż przy ziemi. Przez lato nawozi się nawozami wieloskładnikowymi.
- Rozmnażanie. Rozmnaża się łatwo przez podział rozrośniętych kęp (po przekwitnięciu rośliny). Można również przez oddzielanie nowych roślin powstających na kłączach.